# Hana & Petr
Hana & Petr je exportní verze druhého studiového alba Hej dámy, děti a páni sourozenců Hany a Petra Ulrychových a skupiny Atlantis. Album vyšlo na LP v roce 1974 ve vydavatelství Panton (katalogové číslo 11 0377), tedy o dva roky později než původní edice.

## Popis
Album Hana & Petr je po dramaturgické stránce totožné s deskou Hej dámy, děti a páni, deset z dvanácti písní však nově obdrželo přeložený anglický text. Dvěma výjimkami jsou písně „Chtěl jsem hledat čistou studánečku“ a „Plyne voděnka“, které vycházejí z moravského folklóru a které si zachovaly český text. Na desce se podílela skupina Atlantis, ovšem byla to její labutí píseň, protože ještě v roce 1973 byla skupina rozpuštěna. Atlantis doplnili, podobně jako na původní české desce, sólisté Orchestru Gustava Broma a hrál zde také Large String Orchestra. V době nahrávání této desky sourozenci Ulrychovi již pracovali na svém vrcholném albu ze 70. let, desce Nikola Šuhaj loupežník.
Album bylo nahráno v listopadu 1973. Hudební režii měl Svatoslav Rychlý, o zvukovou režii se postaral Milan Papírník. Autorem původního obalu byli Josef Zich a Ivanka Zichová, kteří využili fotografie Svatoslava Fialy.

## Seznam skladeb

### Strana A
1. „It's a Well-Known Thing“ (Petr Ulrych / Joy Turner)
2. „Where Is That Someone?“ (Petr Ulrych / Joy Turner)
3. „Where's My Parrot Flown Off To?“ (Petr Ulrych / Vladimír Poštulka, Joy Turner)
4. „Song to Love“ (Petr Ulrych / Joy Turner)
5. „Rocking High and Rocking Low“ (Petr Ulrych / Joy Turner)
6. „'Cause Time Doesn't Wait“ (Petr Ulrych / Jiří Vanýsek, Joy Turner)

### Strana B
1. „The Bears' Ball“ (Petr Ulrych / Vladimír Poštulka, Joy Turner)
2. „Chtěl jsem hledat čistou studánečku“ (Mojmír Bártek / Petr Ulrych)
3. „Why Don't You Believe Me“ (Petr Ulrych / Joy Turner)
4. „Home Again“ (Petr Ulrych / Vladimír Poštulka, Joy Turner)
5. „Plyne voděnka“ (Petr Ulrych)
6. „Hey, You There“ (Petr Ulrych / Joy Turner)

## Obsazení
- Atlantis
  - Hana Ulrychová – zpěv
  - Petr Ulrych – zpěv, kytara
  - a další hudebníci
- sólisté Orchestru Gustava Broma
- Large String Orchestra – vedoucí Jiří Hudec